# Aurizon
Aurizon Holdings Limited – australijski operator kolejowy. Firma została powołana w 2004 roku przez rząd stanu Queensland pod nazwą QR National. Od 2010 roku jest spółką akcyjną notowaną na Australijskiej Giełdzie Papierów Wartościowych. Zajmuje się towarowymi przewozami kolejowymi na terenie stanów Queensland i Nowa Południowa Walia. Przewozi głównie rudy węgla kamiennego, żelaza i kontenery. Zarządza ponadto kilkoma liniami kolejowymi: wąskotorowymi (1067 mm) i normalnotorowymi (1435 mm).